# 宝月圭吾
宝月 圭吾（ほうげつ けいご、旧字体：寶月󠄁 圭吾、1906年8月12日 - 1987年9月13日）は、日本の歴史学者。東京大学名誉教授。専攻は日本中世史。

## 略歴
長野県長野市岩石町生まれ。旧制飯山中学校（長野県飯山北高等学校）、旧制松本高等学校文科甲類を卒業し、1930年に卒業論文「中世に於ける起請の研究」を提出し、東京帝国大学文学部国史学科卒業。東京帝国大学史料編纂所史料編纂官などを経て、1949年、東京帝国大学助教授
。1954年、史料編纂所教授併任。1967年、定年退官して名誉教授、同年から1977年まで東洋大学教授。1978年、日本計量史学会初代会長、1983年、日本古文書学会会長、文化財保護審議会専門委員も務めた。1987年、胃癌のため死去。
1961年、学位論文「中世量制史の研究」により、東京大学から文学博士の学位を授与される。1963年、『中世量制史の研究』で学士院賞受賞。
1977年叙勲三等授旭日中綬章。1987年叙正四位。
「信濃史料」や「長野県史」の編纂委員も務めた。東京都立大学名誉教授の宝月欣二は実弟。

## 著書
- 中世灌漑史の研究 畝傍書房、1943　復刊　吉川弘文館、1983　オンデマンド版　2017　ISBN  9784642711821
- 中世量制史の研究 吉川弘文館、1961 オンデマンド版　2013　ISBN  9784642042369
- 中世日本の売券と徳政 吉川弘文館、1999 オンデマンド版　2023　ISBN 9784642727723

## 編著
- 具体例による歴史研究法 所三男、児玉幸多 吉川弘文館、1960
- 日本史概論 児玉幸多 吉川弘文館、1962
- 長野県風土記 旺文社、1986
- 『日本歴史地名大系 9 栃木県の地名』 平凡社 1988 監修